# Phanoxyla yunnanaria
Phanoxyla yunnanaria är en fjärilsart som beskrevs av Chu och Wang 1980. Phanoxyla yunnanaria ingår i släktet Phanoxyla och familjen svärmare. Inga underarter finns listade i Catalogue of Life.